# パブロ・フォルナルス
パブロ・フォルナルス・マージャ（スペイン語: Pablo Fornals Malla: スペイン語発音: [ˈpaβlo forˈnals], 1996年2月22日 - ）は、スペイン・カステリョン・デ・ラ・プラナ出身のサッカー選手。レアル・ベティス所属。元スペイン代表。ポジションはミッドフィールダー。

## クラブ経歴
バレンシア州カステリョン県カステリョン・デ・ラ・プラナに生まれ、2003年にビジャレアルCFの下部組織に加入した。2008年にCDカステリョンの下部組織に移り、16歳だった2012年にマラガCFの下部組織に移った。2014-15シーズンにはテルセーラ・ディビシオン（4部相当）の試合でBチームデビューした。
2015年9月26日にはエスタディオ・サンティアゴ・ベルナベウでのレアル・マドリード戦でトップチームデビューした。11月28日にはエスタディオ・ラ・ロサレーダでのグラナダCF戦でプリメーラ・ディビシオン（1部）初得点を挙げた。セルジオ・ドゥダとの交代で途中出場して4分後のことだった。2016年12月4日のバレンシアCF戦では1試合2得点を挙げた。

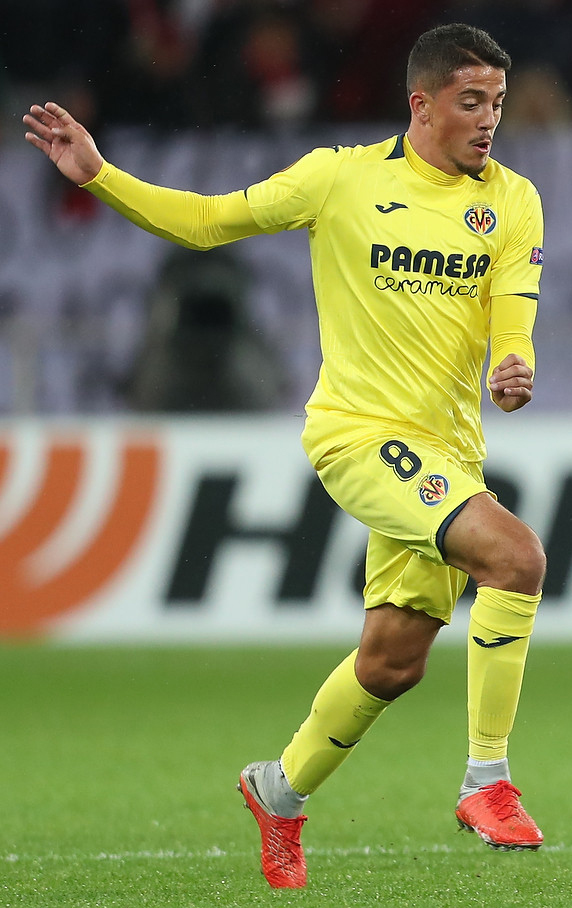
ビジャレアルでプレーするフォルナルス

2017年には下部組織時代を過ごしたビジャレアルCFに移籍した。移籍金は1200万ユーロであり、ビジャレアルCFと5年契約を結んでいる。2018年1月17日にエスタディオ・サンティアゴ・ベルナベウで行われたレアル・マドリード戦では、87分にカウンターからループシュートで決勝点を奪って1-0の勝利に貢献した。ビジャレアルCFが敵地でレアル・マドリードを下すのはクラブ史上初の出来事だった。
2019年6月14日、ウェストハム・ユナイテッドFCに移籍金2400万ポンドで移籍し、5年契約を結んだことが発表された。
2024年2月2日、レアル・ベティスに移籍した。

## 代表経歴
2016年3月28日、ムルシアのエスタディオ・ヌエバ・コンドミーナで行われたU-21ノルウェー代表との試合にフル出場し、U-21スペイン代表デビューした。
同年5月17日にはビセンテ・デル・ボスケ監督によってボスニア・ヘルツェゴビナ代表との親善試合のためのスペイン代表に招集された。5月29日にスイス・ザンクト・ガレンのAFGアレーナで開催された試合では、ミケル・サン・ホセとの交代で途中出場し、フル代表デビューした。

## 個人成績

### クラブでの成績
2024年2月4日現在
| クラブ                     | シーズン       | リーグ戦       | リーグ戦 | リーグ戦 | 国内カップ戦 | 国内カップ戦 | リーグ杯 | リーグ杯 | 国際大会 | 国際大会 | 通算 | 通算 |
| クラブ                     | シーズン       | ディビジョン   | 出場     | 得点     | 出場         | 得点         | 出場     | 得点     | 出場     | 得点     | 出場 | 得点 |
| -------------------------- | -------------- | -------------- | -------- | -------- | ------------ | ------------ | -------- | -------- | -------- | -------- | ---- | ---- |
| マラガ                     | 2015-16        | ラ・リーガ     | 27       | 1        | 2            | 0            | –        | –        | –        | –        | 29   | 1    |
| マラガ                     | 2016-17        | ラ・リーガ     | 32       | 6        | 2            | 0            | –        | –        | –        | –        | 34   | 6    |
| マラガ                     | 通算           | 通算           | 59       | 7        | 4            | 0            | –        | –        | –        | –        | 63   | 7    |
| ビジャレアル               | 2017-18        | ラ・リーガ     | 35       | 3        | 4            | 0            | –        | –        | 7        | 1        | 46   | 4    |
| ビジャレアル               | 2018-19        | ラ・リーガ     | 35       | 2        | 3            | 0            | –        | –        | 12       | 3        | 50   | 5    |
| ビジャレアル               | 通算           | 通算           | 70       | 5        | 7            | 0            | –        | –        | 19       | 4        | 96   | 9    |
| ウェストハム・ユナイテッド | 2019-20        | プレミアリーグ | 36       | 2        | 2            | 1            | 2        | 1        | –        | –        | 40   | 4    |
| ウェストハム・ユナイテッド | 2020-21        | プレミアリーグ | 33       | 5        | 3            | 1            | 0        | 0        | –        | –        | 36   | 6    |
| ウェストハム・ユナイテッド | 2021-22        | プレミアリーグ | 36       | 6        | 3            | 0            | 3        | 0        | 12       | 0        | 54   | 6    |
| ウェストハム・ユナイテッド | 2022-23        | プレミアリーグ | 32       | 3        | 3            | 0            | 1        | 1        | 14       | 3        | 50   | 7    |
| ウェストハム・ユナイテッド | 2023-24        | プレミアリーグ | 15       | 0        | 1            | 0            | 2        | 0        | 5        | 0        | 23   | 0    |
| ウェストハム・ユナイテッド | 通算           | 通算           | 152      | 16       | 12           | 2            | 8        | 2        | 31       | 3        | 203  | 23   |
| キャリア総通算             | キャリア総通算 | キャリア総通算 | 280      | 28       | 23           | 2            | 8        | 2        | 50       | 7        | 362  | 39   |

1. 1 2 3 4  UEFAヨーロッパリーグ
2. ↑  UEFAヨーロッパカンファレンスリーグ

### 代表での成績
試合数
- 国際Aマッチ 6試合 1得点（2016年 - 2021年）

| スペイン代表 | 国際Aマッチ | 国際Aマッチ |
| 年           | 出場        | 得点        |
| ------------ | ----------- | ----------- |
| 2016         | 1           | 0           |
| 2018         | 1           | 0           |
| 2021         | 4           | 1           |
| 通算         | 6           | 1           |

### 代表での得点
| #  | 開催年月日   | 開催地                                         | キャップ数 | 対戦国 | スコア | 結果 | 試合概要              |
| -- | ------------ | ---------------------------------------------- | ---------- | ------ | ------ | ---- | --------------------- |
| 1. | 2021年9月8日 | プリシュティナ, ファディル・ボクリ・スタジアム | 4          | コソボ | 1–0    | 2–0  | カタールW杯・欧州予選 |

## タイトル
ウェストハム・ユナイテッド
- UEFAヨーロッパカンファレンスリーグ : 2022-23

U-21スペイン代表
- UEFA U-21欧州選手権 : 2019